# Пол, Рэнд
Рэндал Говард (Рэнд) Пол (англ. Randal Howard "Rand" Paul, род. 7 января 1963, Питтсбург, Пенсильвания, США) — американский политик, сторонник либертарианских политических взглядов, сенатор от штата Кентукки, член Республиканской партии, один из активистов движения чаепития. Сын Рона Пола, первый в истории США действующий сенатор, один из родителей которого является членом Палаты представителей США.

## Биография
Рэндал Говард Пол родился 7 января 1963 года, в Питтсбурге, штат Пенсильвания, в семье Рональда Эрнеста Пола и Кэрол Пол (урождённой Уэллс). В семье был третьим ребёнком из пяти. В подростковом возрасте стал верующим христианином.
В 1968 году, семья Пола переехала в Лейк-Джексон, штат Техас, где он вырос. Когда ему было 13 лет, его отец был избран в Палату представителей США.
Пол поступил в Университет Бэйлора, окончил Медицинскую школу Дюкского университета в 1988 году, прошел интернатуру в Атланте, в 1993 году окончил ординатуру по офтальмологии в Дюкском университете. После завершения обучения в 1993 году переехал в Боулинг-Грин, штат Кентукки, где начал офтальмологическую практику. Он работал практикующим врачом до своего избрания в Сенат США в 2010 году.
5 января 2011 года вступил в должность сенатора США.
7 апреля 2015 года объявил о намерении баллотироваться на пост Президента США в качестве кандидата от Республиканской партии на выборах 2016 года. 3 февраля 2016 года, после неудачных результатов в республиканских праймериз в штате Айова (Пол занял 5-е место, набрав только 4,5 % голосов), сенатор заявил о том, что снимает свою кандидатуру. Пол планирует переизбраться в Сенат от штата Кентукки.
4 февраля сенатор произнёс имя доносчика на Трампа Эрика Чарамелло на слушании в сенате. Тем не менее вопрос никак не связывал это имя с его статусом доносчика.
В июле 2022 года сенатор от Рэнд Пол был включен Украиной в список американских политиков, ученых и активистов, которые, как утверждает Киев, продвигали «российскую пропаганду». По информации Newsweek, он попал в данный список из-за заявления, что президент Джо Байден спровоцировал Россию на вторжение в соседнюю страну, выступив за вступление Украины в НАТО.